# Carl Hermann Hesse

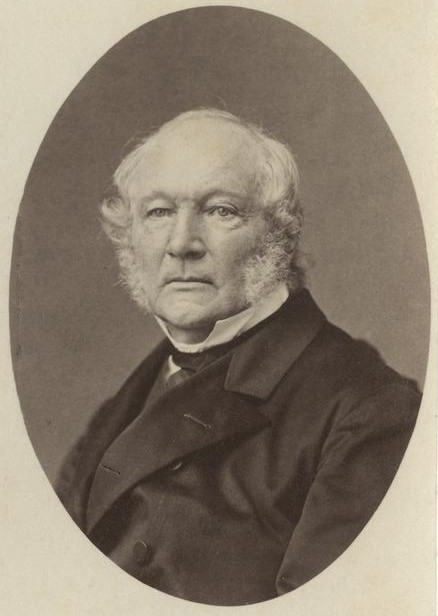
Carl Hermann Hesse

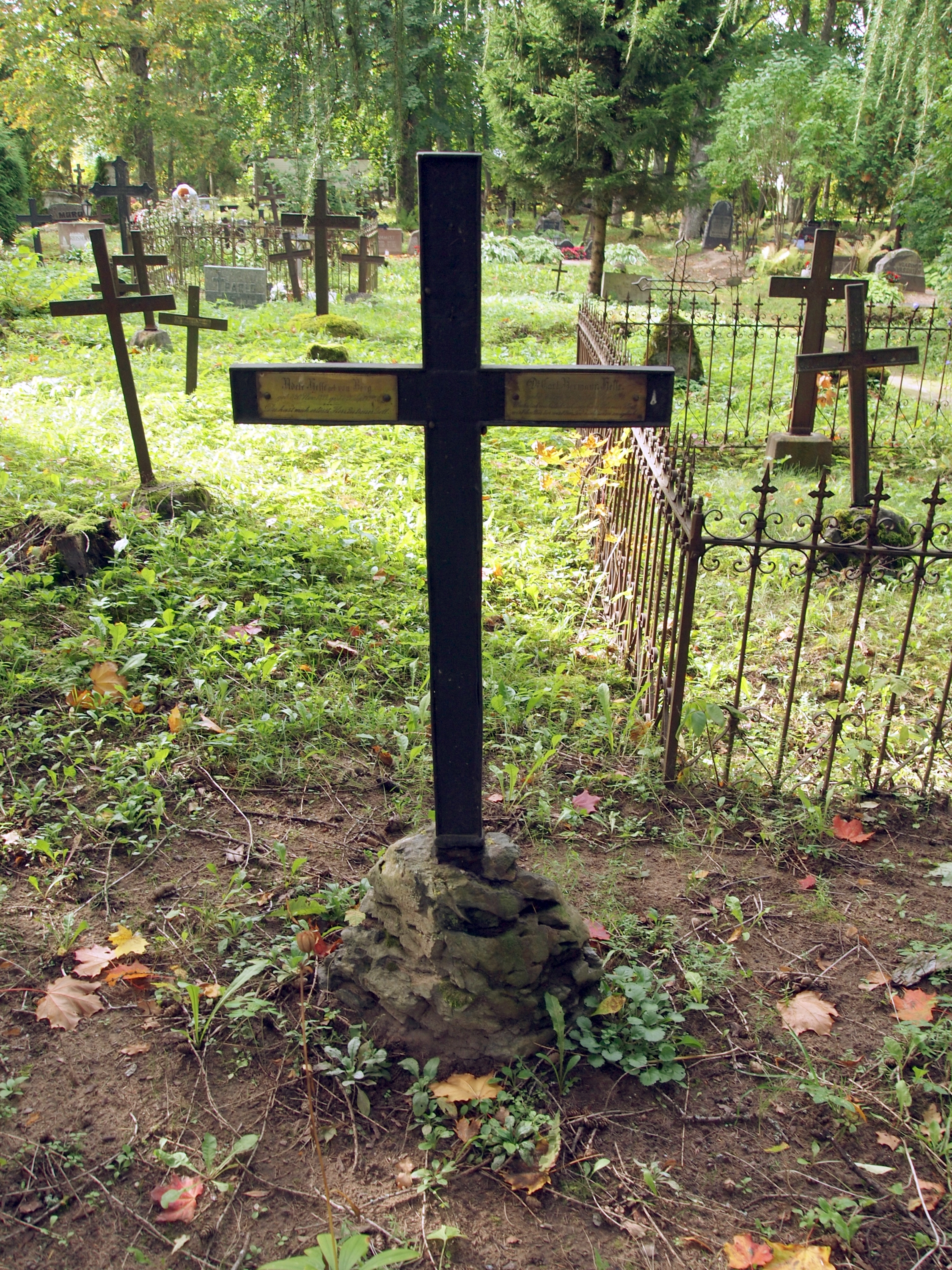
Grab von Carl Hermann und Adele Hesse auf dem Friedhof von Paide

Carl Hermann Hesse, auch Karl Hermann Hesse (* 16. Februar 1802 in Dorpat, Gouvernement Livland; † 8. November 1896 in Weissenstein/Paide, Gouvernement Estland) war ein deutsch-baltischer Mediziner. Hesse war ein Großvater von Hermann Hesse und literarisches Thema des Romans Mein Onkel Hermann von Monika Hunnius.

## Leben
Carl Hermann Hesse war der vierte Sohn des 1781 aus Lübeck ins Baltikum eingewanderten Barthold Joachim Hesse (1762–1819) und dessen Frau Christine Elisabeth, geb. Sengbusch (1769–1848). Sein Vater war als Kaufmann erfolgreich und zugleich Kantor der deutschen lutherischen Gemeinde in Dorpat. Sein älterer Bruder Conrad Eduard Hesse (1796–1882) wurde Pastor und Superintendent der Insel Ösel.
Carl Herrmann besuchte von 1816 bis 1821 das Gymnasium in Dorpat. Ab 1821 studierte er Humanmedizin an der Kaiserlichen Universität Dorpat. 1822 war er hier einer der Stifter der Baltischen Corporation Livonia Dorpat. 1827 wurde er zum Dr. med. promoviert. Für ein Jahr ging er zu weiteren Studien an die Universität Berlin. Von 1829 bis 1831 war er Kirchspielarzt in Märjamaa und lebte auf dem Gut Paenküll/Paeküla. Ab 1831 praktizierte er als Kreisarzt in Weissenstein/Paide. 1885 ging er in den Ruhestand, den er in Weissenstein verlebte.
Seit einem Erweckungserlebnis 1830 stand Carl Hermann Hesse dem im Baltikum herrnhuterisch geprägten Pietismus nahe und hielt in seinem Haus Erbauungsstunden ab.
Carl Hermann Hesse war drei Mal verheiratet und wurde Vater von insgesamt zehn Kindern. Mit seiner ersten Ehefrau Jenny Agnes, geb. Laß (1807–1851), hatte er fünf Kinder, darunter als jüngstes Johannes Hesse, den späteren Vater Hermann Hesses. Nach Jennys Tod heiratete er Lina, geb. Müller (1831–1854). Aus dieser nur kurzen Ehe stammten zwei weitere Kinder. In dritter Ehe heiratete er Adele, geb. von Berg (1821–1891), mit der er drei Kinder hatte. Carl Immanuel Philipp Hesse war sein Großneffe. Seine Nichte Monika Hunnius verlebte die Sommer auf dem Doktorhof in Weissenstein und setzte ihrem Onkel mit Mein Onkel Hermann ein literarisches Denkmal.

## Auszeichnungen
- Titel Staatsrat

## Werke
- De immutationibus lienis pathologicis earumque causis. Dissertatio inauguralis pathologico-medica quam consensu amplissimi medicorum ordinis in Universitate Caesarea Literarum Dorpatensi pro gradu doctoris medicinae legitime impetrando loco consueto. Dorpat: J. C. Schünmann 1827 (Digitalisat, UB Tartu)
- (posthum)  Lebenserinnerungen. Mit einem Beitrag seines Enkels Hermann Hesse. Herausgegeben und mit einem Vorwort versehen von Fritz Widmer (= it 3216) Frankfurt am Main: Insel 2006 ISBN 3458349162